# بيت الثقافة التركمانية
بيت الثقافة التركمانية  هو معرض يقع ضمن قلعة أربيل في وسط أربيل، إقليم كردستان، وتم افتتاحه رسميًا في 5 سبتمبر 2021.
يهدف المعرض إلى الحفاظ على ثقافة وتاريخ تركمان العراق، الذين يشكلون ثالث أكبر قومية في العراق. يشغل المعرض أحد المباني التقليدية المُرممة في الجناح الغربي من القلعة، ويعرض نموذجًا تقليديًا للديكور الداخلي بالإضافة إلى المكونات التراثية والثقافية لتركمان العراق، وذلك بهدف صون تراثهم الثقافي.